# سوکر
سوکر در اساطیر مصر باستان، به عنوان خدای شاهین گورستان، تاریکی و زوال می پنداشتند. اگر چه نام این خدا نامشخص است اما در متون مصر باستان این خدا به شکل اشک نگران اوزیریس برای ایزیس در عالم اموات به نمایش گذاشته شده‌است.در معبد سوکر،او را دیباچۀ سرزمین خویش و دل مردگان را تغذیه می کرده‌است.
این خدا با دو خدای دیگر اوزیریس و پتاح آمیخته است و ترکیب این سه خدا در متون باستان ترسیم شده‌است.

## نماد شناسی
مرت‌سکر به شکل یک مردی مومیایی با سر شاهین و گاه به شکل تپه ای با سر شاهین ترسیم شده‌است.

## معبد
معبد این خدا رو سیتاو در شهر ممفیس بناشده‌است.

## پرستش

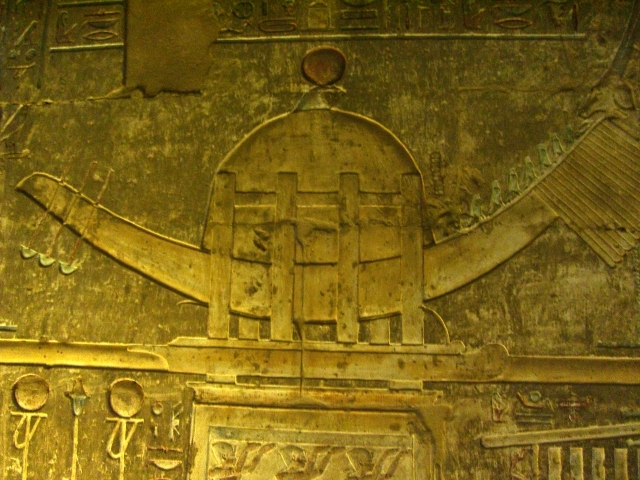

در جشن هنو(Henu)،که هر سال در شهر تبس به یاد قیام اوزیریس برگزار می شده‌است، این خدا را سوار برقایقی طلایی به همراه بک کشتی به شکل غزال آفریقایی مجسمه این خدا را حمل می کردند.